# Rodinný podnik (seriál)
Rodinný podnik (ve francouzském originále Family Business) je francouzský televizní seriál, který vytvořil Igor Gotesman a poprvé se vysílal dne 28. června 2019 na Netflixu. Hlavní role ztvárnili Gérard Darmon, Jonathan Cohen, Julia Piaton, Liliane Rovère, Olivier Rosemberg, Ali Marhyar, Lina El Arabi a Louise Coldefy. 
V červenci 2019 bylo oznámeno, že seriál získá druhou řadu. Druhá řada měla premiéru dne 11. září 2020. V říjnu 2020 Netflix seriál obnovil pro třetí řadu.

## O seriálu
Gérardovi Hazanovi se nedaří udržet rodinné košer řeznictví. Jeho syn Joseph přichází s možným řešením, slyšel z „důvěrného zdroje“, že konopí bude brzy legalizováno. Snaží se přesvědčit celou svou rodinu, aby řeznictví přetvořili na první francouzský coffee shop. Během čekání na legalizaci ale Hazanovi musí veškeré své podnikání utajit. 

## Obsazení

### Hlavní role
| Gérard Darmon     | Gérard Hazan, otec Josepha a Aure                |
| Jonathan Cohen    | Joseph Hazan, syn Gérarda                        |
| Julia Piaton      | Aure Hazan, dcera Gérarda                        |
| Liliane Rovère    | Ludmila, babička Josepha a Aure                  |
| Olivier Rosemberg | Olivier, rodinný přítel                          |
| Ali Marhyar       | Ali Benkikir, rodinný přítel a bratr Aïdy        |
| Lina El Arabi     | Aïda, sestra Aliho a přítelkyně Josepha          |
| Louise Coldefy    | Clémentine Cendron, dcera ministra zdravotnictví |

### Vedlejší role
| Oussama Kheddam      | Youssef Benkikir, bratr Aliho a Aïdy                     |
| Ariane Mourier       | policistka Élodie                                        |
| Jean-Luc Porraz      | potenciální kupec domu                                   |
| Sophie-Marie Larrouy | Mélanie, bývalá přítelkyně Aliho                         |
| Martin Pautard       | Virgile                                                  |
| Tamar Baruch         | Jaurès                                                   |
| Philippe Dusseau     | pan Cendron, ministr zdravotnictví a otec Clémentine     |
| Naël Rabia           | Jean-Pierre Benkikir                                     |
| Dan Herzberg         | Jérémy Waldman                                           |
| Jacques Bouanich     | pan Seroussi                                             |
| Majida Ghomari       | Marjohra Benkikir                                        |
| Djamel Touidjine     | Djamel Benkikir                                          |
| Victor Haïm          | Gilbert, Gérardův bratranec                              |
| Chihiro Niuya        | Tomoko, Aurina japonská přítelkyně                       |
| Guus Dam             | Yohan, kontakt Ludmily z amsterdamských květinových trhů |
| Enrico Macias        | hraje sám sebe                                           |
| Valérie Damidot      | hraje samu sebe                                          |

## Seznam dílů

### První řada (2019)
1. Podnikatelský záměr (Business Plan)
2. Dohoda (Deal)
3. Průzkum trhu (Les Porcs d'Amsterdam)
4. Těžká práce (Plantade)
5. Pastráva (Pastraweed)
6. Konečná stanice (Terminus)

### Druhá řada (2020)
Netflix dne 11. července 2019 na svém twitterovém účtu oznámil, že připravuje druhou řadu seriálu. Druhá řada měla premiéru dne 11. září 2020.
1. S poctivostí nejdál dojdeš (Le droit chemin)
2. Konkurenční gang (Bande rivale)
3. Vývar (Le bouillon)
4. Dárek na rozloučenou (Dernier petit cadeau)
5. Výlet na jih (Exposé plein sud)
6. Burrata (Burrata)